# Filip Springer
Filip Springer (ur. 6 czerwca 1982 w Poznaniu) – polski reportażysta i fotoreporter.

## Życiorys
Ukończył Międzywydziałowe Indywidualne Studia Humanistyczne na Uniwersytecie im. Adama Mickiewicza w Poznaniu (archeologia z antropologią kulturową). W 2004 pracował dla Polskiej Agencji Fotografów Forum. Współpracował z dziennikami „Głos Wielkopolski” i „Gazeta Poznańska”, publikował m.in. w tygodnikach „Polityka”, „Przekrój”, „Duży Format”, a także miesięczniku „Vogue”. Jest stałym współpracownikiem miesięcznika „Pismo”, dla którego pisze reportaże w ramach cyklu klimatycznego, oraz miesięcznika „Znak”, dla którego pisze felietony. Został stypendystą Ministra Kultury i Dziedzictwa Narodowego oraz programu „Młoda Polska” Narodowego Centrum Kultury. Był instruktorem ZHP w stopniu przewodnika, pełnił funkcję m.in. drużynowego 79 Poznańskiej Drużyny Harcerskiej „Wilki”, w harcerstwie spędził ponad dwadzieścia lat. Służbę zakończył jako redaktor naczelny magazynu wędrowniczego „Na Tropie”.
Jego debiut literacki (reportaż Miedzianka. Historia znikania) znalazł się w finale Nagrody im. Ryszarda Kapuścińskiego za Reportaż Literacki 2011, w finale Nagrody Literackiej „Nike” 2012 oraz był nominowany do Nagrody Literackiej Gdynia 2012. Kolejny reportaż Springera – Źle urodzone – wybrano do Plebiscytu 2012 w Radiowym Domu Kultury w Programie 3 Polskiego Radia w kategorii „Książka roku”. W 2013 został nagrodzony Medalem Młodej Sztuki. W 2016 otrzymał Śląski Wawrzyn Literacki za książkę  „13 pięter”.
Jest także autorem fotoreportaży: Miało być ładnie; Płacz nad rozlanym miastem (2009); Nie ma jeziora (2010), a także podkastów Umiar oraz Nie wiem na platformie Audioteki. 
Mieszka i pracuje w Warszawie. Współpracuje z Instytutem Reportażu, przy którym założył wraz z Julią Fiedorczuk pierwszą w Polsce Szkołę Ekopoetyki. Jego żoną jest Julianna Jonek-Springer, redaktorka naczelna wydawnictwa Dowody na Istnienie. Mają syna Kazika.

## Twórczość
- 2011: Miedzianka. Historia znikania (Wydawnictwo Czarne)
- 2012: Źle urodzone. Reportaże o architekturze PRL-u (Karakter)
- 2013: Zaczyn. O Zofii i Oskarze Hansenach (Karakter)
- 2013: Wanna z kolumnadą. Reportaże o polskiej przestrzeni (Czarne)
- 2015: 13 pięter (Czarne)
- 2016: Księga zachwytów (Agora)
- 2016: Miasto Archipelag. Polska mniejszych miast (Karakter)[10]
- 2019: Dwunaste: Nie myśl, że uciekniesz (Czarne)[11]
- 2023: Mein Gott, jak pięknie (Karakter)
- 2024: Szara godzina. Czas na nową architekturę (Karakter)[12]

Książki Miedzianka. Historia znikania została przetłumaczona na język angielski, niemiecki, czeski, węgierski i chiński (wydanie wkrótce). Książka Źle urodzone. Reportaże o architekturze PRL została przetłumaczona na język niemiecki.